# István Énekes
István Énekes (Budapest, 20 febbraio 1911 – Budapest, 2 gennaio 1940) è stato un pugile ungherese.

## Palmarès

### Olimpiadi
- Oro a Los Angeles 1932 nei pesi mosca.